# Magnolia conifera
Magnolia conifera är en magnoliaväxtart som först beskrevs av James Edgar Dandy, och fick sitt nu gällande namn av Venkatachalam Sampath Kumar. Magnolia conifera ingår i släktet Magnolia och familjen magnoliaväxter.

## Underarter
Arten delas in i följande underarter:
- M. c. chingii
- M. c. conifera